# Lluís Tramoyeres
Lluís Tramoyeres i Blasco, né à Valence le 1er septembre 1854 et mort à Valence le 30 octobre 1920, est un historien de l’art espagnol spécialiste du Pays valencien.

## Œuvres
- 1879 Estudi sobre la profitosa influència que la restauració de la llengua llemosina puga tindre en el progrés provincial,sens prejuí del nacional, primé par Lo Rat Penat
- 1880 Los periódicos de Valencia: apuntes para formar una biblioteca de todos los publicados desde 1529 hasta nuestros días, Revista de Valencia
- 1883 Las cofradías de oficios de Valencia
- 1889 Instituciones gremiales, su origen y organización en Valencia, édité par la municipalité de Valence
- 1891 Pinturas murales del Salón de las Cortes de Valencia
- 1898 La cerámica valenciana
- 1900 La pintura alemana en Valencia
- 1903 El escultor valenciano Damià Forment
- 1906 Hierros artísticos valencianos
- 1907 El pintor Luis Dalmau
- 1908 Aldabones valencianos
- 1908 Los cuatrocentistas valencianos
- 1908 El Renacimiento italiano en Valencia
- 1909 Una obra de talla del siglo XV. El artesonado de la Sala Daurada
- 1910 La Biblia Valenciana de Bonifacio Ferrer
- 1911 El tratado de la agricultura de Paladio
- 1912 El pintor valenciano Jerónimo Jacinto Espinosa
- 1912 Los maestros naturalistas en la pintura valenciana. Francisco de Ribalta
- 1912 El arte funerario en el estilo ojival y del Renaciomiento según los modelos conservados en el Museo
- 1913 La Virgen de la Leche en el arte
- 1914 El Museo de Bellas Artes de Valencia, su pasado y su presente
- 1914 Museo de Bellas Artes de Valencia. Las nuevas salas de López y Muñoz Degrain. Memoria descriptiva